# Albibarbefferia cingulata
Albibarbefferia cingulata là một loài ruồi trong họ Asilidae. Albibarbefferia cingulata được Bellardi miêu tả năm 1861. Loài này phân bố ở vùng Tân nhiệt đới.